# Largo do Contador-Mor

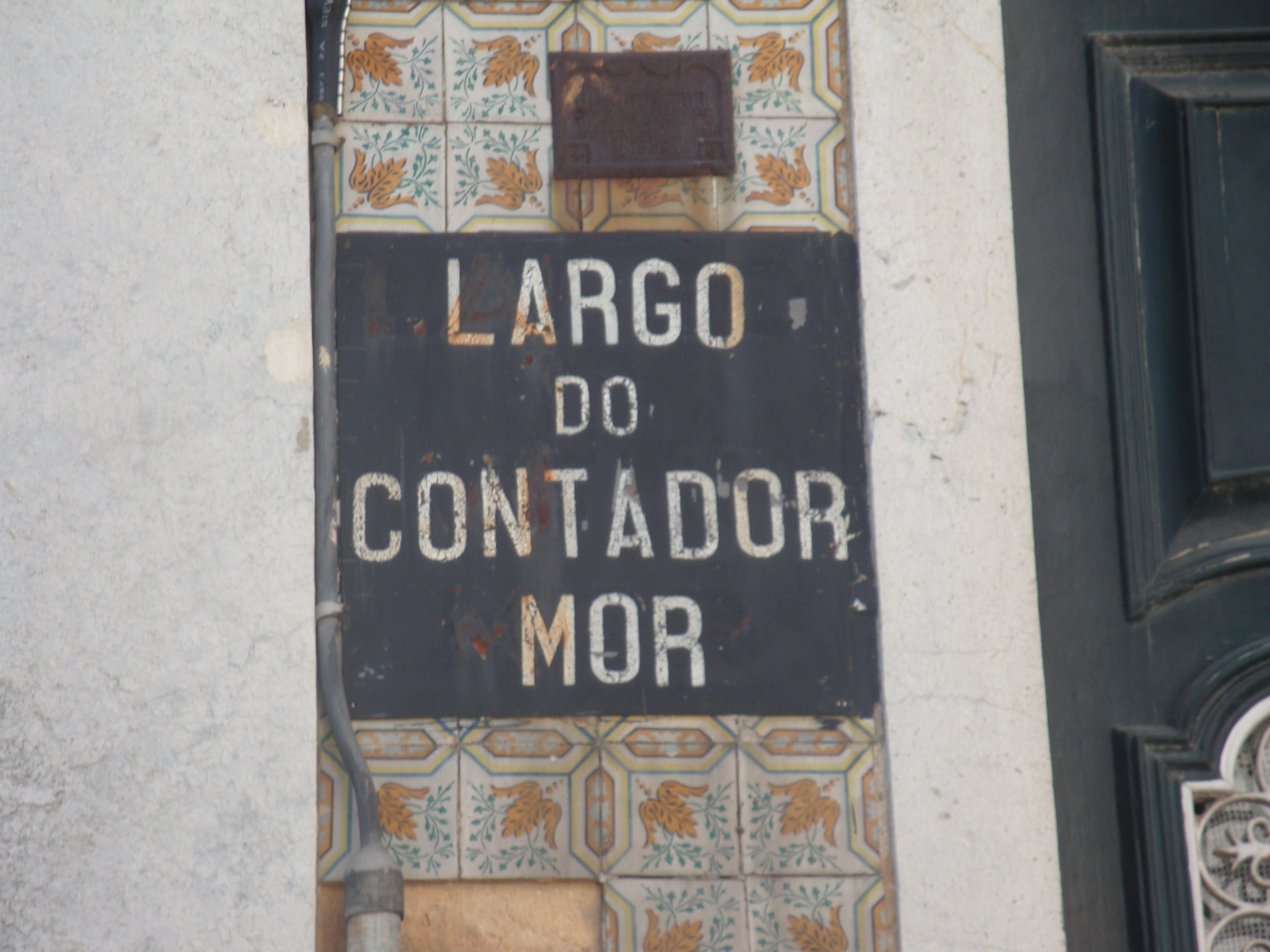

O Largo do Contador-Mor é um largo situado na freguesia de Santa Maria Maior, em Lisboa, Portugal.